# 中妻貝塚
中妻貝塚（なかづまかいづか）は、茨城県取手市小文間（おもんま）にある縄文時代後期から晩期にかけての貝塚である。1996年（平成8年）4月1日、および1999年（平成11年）4月1日付で取手市指定の史跡となっている。

## 概要
当貝塚は、小貝川の沖積低地に臨んだ台地に位置し、直径150メートル、25,000平方メートルの範囲におよぶ、厚さ1-2メートルの貝層からなる利根川流域最大の環状貝塚であり、ヤマトシジミを主体とする貝塚と住居、墓、貯蔵穴などを備えた集落遺跡である。1972年（昭和47年）に取手市により発掘調査が行われ、その後も継続して遺跡の範囲や貝層の堆積などを確認する調査が続けられた。そして、住居跡や貝玉製作跡など貴重な資料が多数出土し、100体以上の人骨を埋葬した土坑が発見された。
これまでも縄文時代の遺跡から多くの人骨が出土しているが、ひとつの土坑からこのように多数の人骨が出土した例はなく、縄文時代の社会組織については、住居址や埋葬形式などの考古学的事例や民族学的事例から論議されてきたが、人骨から議論されたことはなかった。当貝塚から出土したこの100体以上の人骨は、発掘状況から短期間のうちに死亡した集落内の血縁の濃い人々のものであったと考えられたことから、当時の村落の社会組織の解明に資するため、歯冠の計測値を統計的に処理し血縁関係の推定をした。また、最近DNA分析の技術が発達し古人骨でもDNAが採取できるようになったこともあり、ミトコンドリアDNA分析も行い、さらに千葉県茂原市の下太田貝塚の人骨の分析も併せ、多くの知見が得られた。
分析の結果が、NHKスペシャル「日本人 はるかな旅」で取り上げられ、「DNA分析の結果、シベリアのブリヤート人と遺伝的に最も近いことが判明した」と紹介され、話題を呼んだ。